# Zale confusa
Zale confusa là một loài bướm đêm trong họ Erebidae.